# Philodromus dispar
Espèce
Synonymes
- Philodromus limbatus Sundevall, 1833
- Philodromus usurpatrix Hull, 1955

Philodromus dispar est une espèce d'araignées aranéomorphes de la famille des Philodromidae.

## Distribution
Cette espèce se rencontre de l'Europe à l'Asie centrale. Elle a été introduite au Canada en Colombie-Britannique et aux États-Unis au Washington.

## Description

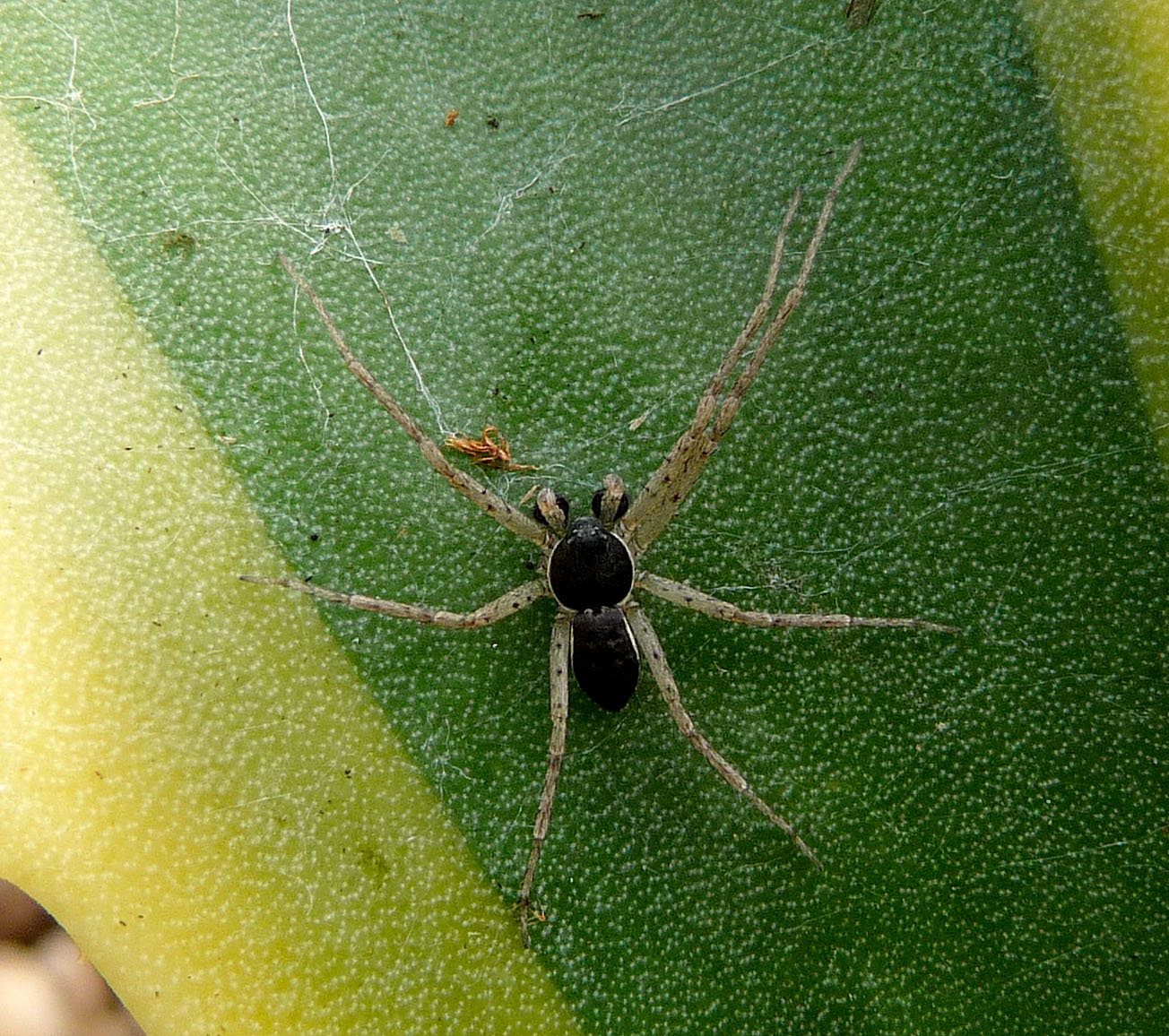
Philodromus cespitum

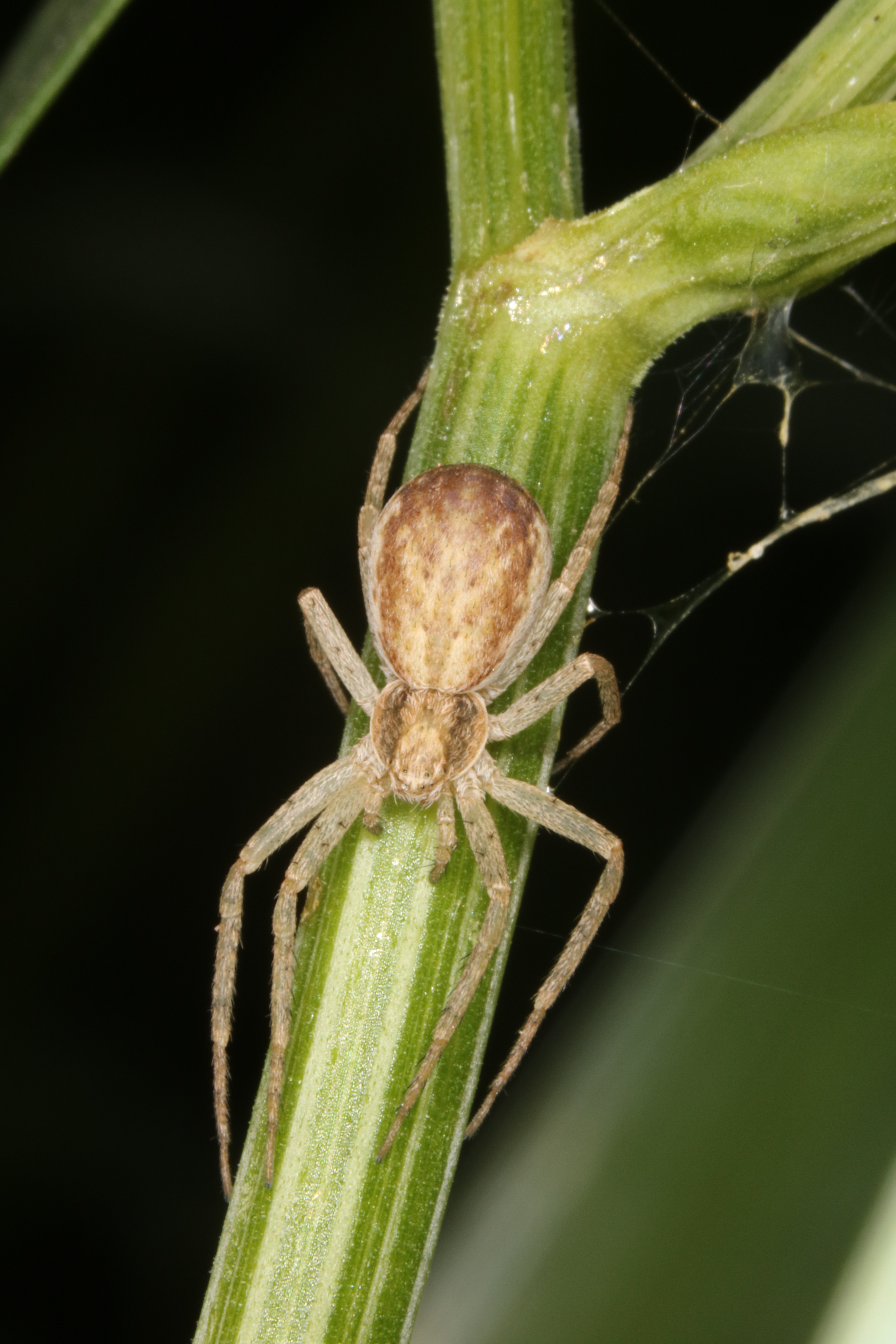
Philodromus cespitum ♀

Les mâles mesurent de 4 à 5 mm et les femelles de 4 à 6,1 mm

## Publication originale
- Walckenaer, 1826 : Aranéides. Faune française ou histoire naturelle générale et particulière des animaux qui se trouvent en France, constamment ou passagèrement, à la surface du sol, dans les eaux qui le baignent et dans le littoral des mers qui le bornent par Viellot, Desmarrey, Ducrotoy, Audinet, Lepelletier et Walckenaer, Paris, vol. 11-12, p. 1-96.